# Baluran
Der andesitische Vulkan Baluran liegt am Nordostende der indonesischen Insel Java. Der Baluran besitzt einen nach Nordosten aufgebrochenen hufeisenförmigen Krater. Der Vulkan liegt in einem von Regenwald überzogenen Naturpark. Es sind keine wissenschaftlich gesicherten Daten über Ausbrüche bekannt.